# Gyldenstolpia fronto
Gyldenstolpia fronto е вид бозайник от семейство Хомякови (Cricetidae). Видът е застрашен от изчезване.

## Разпространение
Разпространен е в Аржентина и Бразилия.